# Anything You Want
Anything You Want, è il sesto singolo del gruppo musicale inglese The Lambrettas, pubblicato nel 1981 dalla Rocket Records.
Come lato B venne scelta Ambience. 

## Tracce
Lato A:
1. Anything You Want

Lato B:
1. Ambience

## Musicisti
- Jez Bird - Cantante e Chitarrista
- Doug Sanders - Voce secondaria e Chitarrista
- Mark Ellis - Bassista
- Paul Wincer - Batterista